# Chung Mong-joon
Dans ce nom coréen, le nom de famille, Chung, précède le nom personnel.
Chung Mong-joon, né le 17 octobre 1951, est un homme d'affaires et homme politique sud-coréen. Il est le fils de Chung Ju-yung.

## Biographie
Le 30 juillet 2015, il annonce qu'il est candidat à la présidence de la FIFA,,,.